# 梅里爾 (密歇根州)
梅里爾（英語：Merrill）是位於美國密歇根州薩吉諾縣瓊斯菲爾德鎮區的一個村。

## 人口
根據2020年美國人口普查的數據，梅里爾的面積為1.79平方千米，當中陸地面積為1.79平方千米，而水域面積為0.00平方千米。當地共有人口663人，而人口密度為每平方千米370人。